# Théorie du choix émotionnel
La théorie du choix émotionnel (également appelée logique de l'affect) est un modèle d'action scientifique sociale[Quoi ?] pour expliquer la prise de décision humaine. On doit cette approche Robin Markwica dans l'ouvrage Emotional Choices publiée par Oxford University Press en 2018. Cette théorie est considérée comme un modèle alternatif à la théorie du choix rationnel et aux perspectives constructivistes.

## Vue d'ensemble
Selon Markwica les politologues et les sociologues ont généralement utilisé deux modèles d'action principaux pour expliquer la prise de décision humaine : d'une part, la théorie du choix rationnel (également appelée « logique des conséquences ») qui considère un homo economicus supposé prendre des décisions pour maximiser les avantages et minimiser les coûts. D'un autre côté, une perspective constructiviste (également connue sous le nom de « logique de l'adéquation ») préfère s'intéresser à des êtres humains, abordés comme homo sociologicus, et qui se comportent selon leurs normes sociales et leurs identités:3, 36. Selon Markwica, des recherches récentes en neurosciences et en psychologie montrent cependant que la prise de décision peut être fortement influencée par l'émotion. S'appuyant sur ces connaissances, il développe une « théorie du choix émotionnel », qui conceptualise les décideurs en tant qu'homo emotionis – « des êtres émotionnels, sociaux et physiologiques dont les émotions les relient aux autres et les séparent de ceux-ci »:16–17.
La théorie du choix émotionnel postule que la prise de décision au niveau individuel est façonnée de manière significative par l'interaction entre les normes, les émotions et les identités des personnes. Alors que les normes et les identités sont des facteurs importants à long terme dans le processus de décision, les émotions sont essentielles à court terme comme facteur de motivation pour changer. Ces facteurs de motivation entrent en jeu lorsque les personnes détectent des événements dans l'environnement qu'elles jugent pertinents pour un besoin, un objectif, une valeur ou une préoccupation:50–51.

## Le rôle des émotions dans la prise de décision
Markwica soutient que la théorie du choix rationnel et les approches constructivistes ignorent généralement le rôle de l'affect et des émotions dans la prise de décision. Ils traitent généralement le choix entre les options comme un processus conscient et réfléchi basé sur des analyses  et des convictions. Deux décennies de recherche en neurosciences, cependant, suggèrent que seule une petite fraction des activités du cerveau fonctionne au niveau de la réflexion consciente. La grande majorité de ses activités consistent en des évaluations et des émotions inconscientes. Markwica conclut que les émotions jouent un rôle important dans l'élaboration des processus de prise de décision : « Elles nous informent de ce que nous aimons et de ce que nous détestons, de ce qui est bon et mauvais pour nous, et si nous faisons bien ou mal. Elles donnent du sens à nos relations avec les autres, et génèrent des impulsions physiologiques à agir:4. »

## Le contenu de la théorie
La théorie du choix émotionnel est un modèle global de l'action pour organiser, expliquer et prédire la manière dont les émotions façonnent la prise de décision. L'une de ses principales hypothèses est que le rôle de l'émotion dans la sélection des choix peut être analysé systématiquement par l' homo emotionis:7–8. Markwica souligne que la théorie n'est pas conçue pour remplacer la théorie du choix rationnel et les approches constructivistes, ou pour nier leur valeur. Il est plutôt censé offrir un complément utile à ces perspectives. Son objectif est de permettre aux chercheurs d'expliquer un éventail plus large de la prise de décision:25.
La théorie est développée en quatre étapes principales : La première partie définit « l'émotion » et précise les principales hypothèses du modèle. La deuxième partie décrit comment la culture façonne les émotions, tandis que la troisième partie décrit comment les émotions influencent la prise de décision. La quatrième partie formule les principales propositions de la théorie:36–37.

### Définir «l'émotion» et les principales hypothèses de la théorie
La théorie du choix émotionnel souscrit à une définition de « l'émotion » comme une « réponse transitoire, en partie biologiquement fondée, en partie culturellement conditionnée, à un stimulus, qui donne lieu à un processus coordonné comprenant des évaluations, des sentiments, des réactions corporelles et un comportement expressif, et ce sont tous ces éléments qui préparent les individus à faire face au stimulus:4."
Markwica note que le terme « théorie du choix émotionnel » et la façon dont il contraste avec la théorie du choix rationnel peuvent donner l'impression qu'il oppose l'émotion à la rationalité . Cependant, il souligne que le modèle ne conçoit pas les sentiments et la pensée comme des processus qui s'opposent. Il cherche plutôt à remettre en cause le monopole de la théorie du choix rationnel sur la notion de rationalité. Il estime que la compréhension du choix rationnel de la rationalité est problématique non pas pour ce qu'elle inclut, mais pour ce qu'elle omet. Elle laisserait de côté d'importantes capacités affectives qui mettent les humains en mesure de prendre des décisions raisonnées. L'auteur souligne que deux décennies de recherche en neurosciences et en psychologie ont brisé la vision orthodoxe selon laquelle les émotions s'opposent à la rationalité. Cette ligne de travail suggère que la capacité de ressentir est une condition préalable au jugement raisonné et au comportement rationnel:21.

### L'influence de la culture sur les émotions
La théorie du choix émotionnel repose aussi sur l'hypothèse que, bien que l'émotion soit ressentie par les individus, elle ne peut pas être isolée du contexte social dans lequel elle survient. Elle est inextricablement liée aux idées et pratiques culturelles des gens/:58 La théorie s'appuie sur les connaissances de la sociologie pour définir comment les normes des acteurs concernant l'expérience et l'expression appropriées de l'affect façonnent leurs émotions. Elle ne spécifie pas à l'avance le contenu substantiel précis des normes. Étant donné qu'elles varient d'un cas à l'autre, Markwica suggère qu'elles doivent être étudiées de manière inductive. Le modèle décrit les processus génériques à travers lesquels les normes guident les émotions : les normes affectent les émotions à travers ce que le sociologue Arlie Russell Hochschild a appelé les « règles de sentiment », qui informent les gens sur la manière de ressentir des émotions dans une situation donnée, et les « règles d'affichage », qui leur disent comment pour exprimer des émotions:15.

### L'influence des émotions sur la prise de décision
La théorie du choix émotionnel suppose que les émotions ne sont pas seulement des expériences sociales mais aussi corporelles qui sont liées au système nerveux autonome d'un organisme. Les gens ressentent des émotions physiquement, souvent avant d'en avoir conscience. Ces processus physiologiques peuvent exercer une profonde influence sur la cognition et le comportement humains. Ils génèrent ou étouffent l'énergie, ce qui fait de la prise de décision un phénomène continuellement dynamique. Pour saisir cette dimension physiologique des émotions, la théorie s'appuie sur les recherches en psychologie en général et la théorie de l'évaluation en particulier:16. Les théoriciens de l'évaluation ont découvert que chaque émotion distincte, comme la peur, la colère ou la tristesse, a une logique qui lui est propre. Elle est associée à ce que la psychologue sociale Jennifer Lerner a appelé « tendances d'évaluation »:477 et à ce que le chercheur en émotions Nico Frijda a appelé « tendances à l'action »:6, 70. Les tendances d'évaluation d'une émotion influencent ce que les gens pensent et comment ils y pensent, tandis que ses tendances à l'action façonnent ce qu'ils veulent et font:60–70.

### Les propositions de la théorie du choix émotionnel
Le cœur de la théorie du choix émotionnel consiste en une série de propositions sur la façon dont les émotions ont tendance à influencer la pensée et le comportement des décideurs à travers leurs tendances d'évaluation et leurs tendances à l'action : la peur suscite souvent un biais attentionnel envers les menaces potentielles et peut amener les acteurs à se battre, à fuir, ou à s'immobiliser. La colère est associée à un sentiment de pouvoir et à un parti pris en faveur des options à haut risque. L'espoir peut stimuler la créativité et la persévérance, mais il peut aussi renforcer le biais de confirmation. La fierté peut à la fois amener les gens à être plus persistants et à ignorer leurs propres faiblesses. Et l'humiliation peut amener les gens à se retirer ou, au contraire, à résister à l'humiliateur:86–89.
Markwica souligne que même lorsque les émotions produisent des impulsions puissantes, les individus n'agiront pas nécessairement en conséquence. La théorie du choix émotionnel se limite à expliquer et à prédire l'influence des émotions sur la prise de décision de manière probabiliste. Il reconnaît également que les émotions peuvent se mélanger, se confondre ou coexister:89–90.

## Accueil de la théorie
La théorie du choix émotionnel a reçu quelques éloges mais aussi de vives critiques de la part des politologues et des sociologues et des psychologues politiques.
Par exemple, le politologue Dustin Tingley (Harvard University) considère le modèle comme « un tour de force intellectuel » qui « devrait être une lecture obligatoire pour toute personne en sciences sociales qui fait de la recherche appliquée qui comporte un rôle pour les émotions ». À son avis, même les chercheurs de l'école de pensée du choix rationnel « bénéficieraient d'une explication claire sur la façon de penser l'émotion dans des contextes stratégiques »:8. La spécialiste des relations internationales Neta Crawford (université de Boston) reconnaît que la théorie du choix émotionnel cherche à « réviser considérablement, sinon renverser », notre compréhension de la prise de décision:672. Elle conclut que le modèle est « fort […] sur des bases théoriques, méthodologiques et empiriques »:671. Cependant, elle critique son manque d'intérêt pour les facteurs importants qui devraient être pris en considération pour expliquer pleinement la prise de décision. Par exemple, l'accent mis par la théorie sur la psychologie et les émotions des acteurs individuels rend difficile la prise en compte de la dynamique de groupe dans les processus de prise de décision tels que la pensée de groupe, à son avis. Elle constate également que la théorie néglige le rôle de l'idéologie et du genre, y compris les normes sur la féminité et la masculinité:671–672. De même, Matthew Costlow (National Institute of Public Policy) critique le fait que le modèle ne prend pas suffisamment en compte la manière dont les maladies mentales et les troubles de la personnalité peuvent influencer certaines émotions et la capacité des personnes à les réguler. Il note que le président américain Abraham Lincoln et le Premier ministre britannique Winston Churchill ont souffert de dépression, par exemple, ce qui a vraisemblablement affecté leurs émotions et, par conséquent, leur prise de décision:124.
La psychologue politique Rose McDermott (université Brown) considère la théorie du choix émotionnel « remarquable pour son intégration créative de nombreuses facettes de l'émotion dans un cadre unique, détaillé et complet ». Elle le considère comme une « contribution importante » à la littérature sur la prise de décision, qui peut « facilement servir de modèle de base pour d'autres chercheurs souhaitant étendre l'exploration à d'autres émotions ou à d'autres domaines d'application »:7. Pourtant, elle note également « à quel point l'expérience et l'expression des émotions sont profondément idiosyncratiques entre les individus ». À ses yeux, cela « ne rend pas impossible ou inutile » l'application de la théorie du choix émotionnel, « mais cela rend les choses plus difficiles et nécessite des sources d'informations plus nombreuses et plus riches que d'autres modèles pourraient exiger »:6. Le spécialiste des relations internationales Adam Lerner (université de Cambridge) se demande si les émotions et leurs interprétations ne sont pas trop spécifiques au contexte - à la fois socialement et historiquement - pour que leurs impacts soient compris systématiquement à travers le temps et l'espace avec la théorie du choix émotionnel. Il conteste la complexité du modèle et conclut qu'il offre un « rendement relativement limité » par rapport à une analyse historique rigoureuse:82.
Le politologue Ignas Kalpokas (université Vytautas Magnus) considère la théorie du choix émotionnel comme « une tentative réussie et attendue depuis longtemps pour conceptualiser la logique de l'affect ». Il met en évidence le « potentiel subversif et perturbateur réel » de la théorie et la considère « d'une nécessité particulière dans l'environnement d'aujourd'hui, alors que les modèles politiques traditionnels basés sur la rationalité et la délibération s'effondrent face au populisme, aux identités émotionnelles résurgentes et à la post-vérité ». À ses yeux, le « inconvénient » le plus important du modèle est la difficulté méthodologique d'accéder aux émotions d'une autre personne. Lorsque les analystes ne sont pas en mesure d'obtenir ces informations, ils ne peuvent pas utiliser la théorie,:1410.
Selon Keren Yarhi-Milo, spécialiste des relations internationales (université Columbia), la théorie « s'avère une approche utile et supplémentaire pour comprendre le processus de prise de décision des dirigeants ». À son avis, le modèle et sa méthodologie « sont nouveaux et font considérablement progresser non seulement notre compréhension du rôle [des émotions] dans la prise de décision, mais aussi la façon de les étudier systématiquement »:206. Elle met en évidence l'hypothèse de la théorie selon laquelle « les émotions elles-mêmes sont façonnées par le milieu culturel dans lequel elles sont ancrées ». Contextualiser les émotions de cette manière est « important », soutient-elle, car les cultures, les normes et les identités sont vouées à varier dans le temps et dans l'espace, ce qui, à son tour, affectera la façon dont les gens ressentent et expriment leurs émotions. Dans le même temps, Yarhi-Milo souligne que la théorie sacrifie la parcimonie en incorporant un certain nombre de processus psychologiques et culturels, tels que le rôle de la dynamique de validation de l'identité, le respect des normes sur les émotions et l'influence des dispositions psychologiques individuelles. Elle note que l'accent mis par le modèle sur la reconstruction inductive du contexte culturel des émotions impose un « fardeau important » aux analystes qui l'appliquent, car ils ont besoin d'accéder à des preuves qui ne sont généralement pas faciles à trouver:205.
 